# Carlo Cossio
Carlo Cossio (Udine, 1. siječnja 1907. – Milano, 10. kolovoza 1964.) bio je talijanski crtač stripa i animator.

## Život i karijera
Rođen u Udinama, Cossio je započeo karijeru 1928. godine kao animator, realizirajući nekoliko kratkih filmova u suradnji sa svojim bratom Vittoriom. Debitirao je kao strip crtač surađujući s dječjim časopisom Cartoccino dei piccoli, a potom je postigao velik uspjeh sa serijom stripova Dick Fulmine, koji je zajedno s Vincenzo Baggioli stvorio 1938.
Sljedećih godina Cossio je stvorio i ilustrirao nekoliko serija, uključujući Furio Almirante, Buffalo Bill, Kansas Kid, Tanks pugno d'acciaio, X-1, La Freccia D'Argento. 1955. odlučio se povući, tek povremeno se vraćajući se stripovima malo prije smrti za seriju stripova Kolosso. Umro je od raka u Milanu 10. kolovoza 1964. u dobi od 57 godina.

## Vanjske poveznice
- Carlo Cossio na Treccani.it